# روبرت إم. هايز
روبرت إم. هايز (بالإنجليزية: Robert M. Hayes)‏ هو اقتصادي أمريكي، ولد في 3 ديسمبر 1926 في نيويورك في الولايات المتحدة.